# Font del Teixó (Guixers)
La font del Teixó és una font d'aixeta de polsador obrada en pedra del municipi de Guixers.

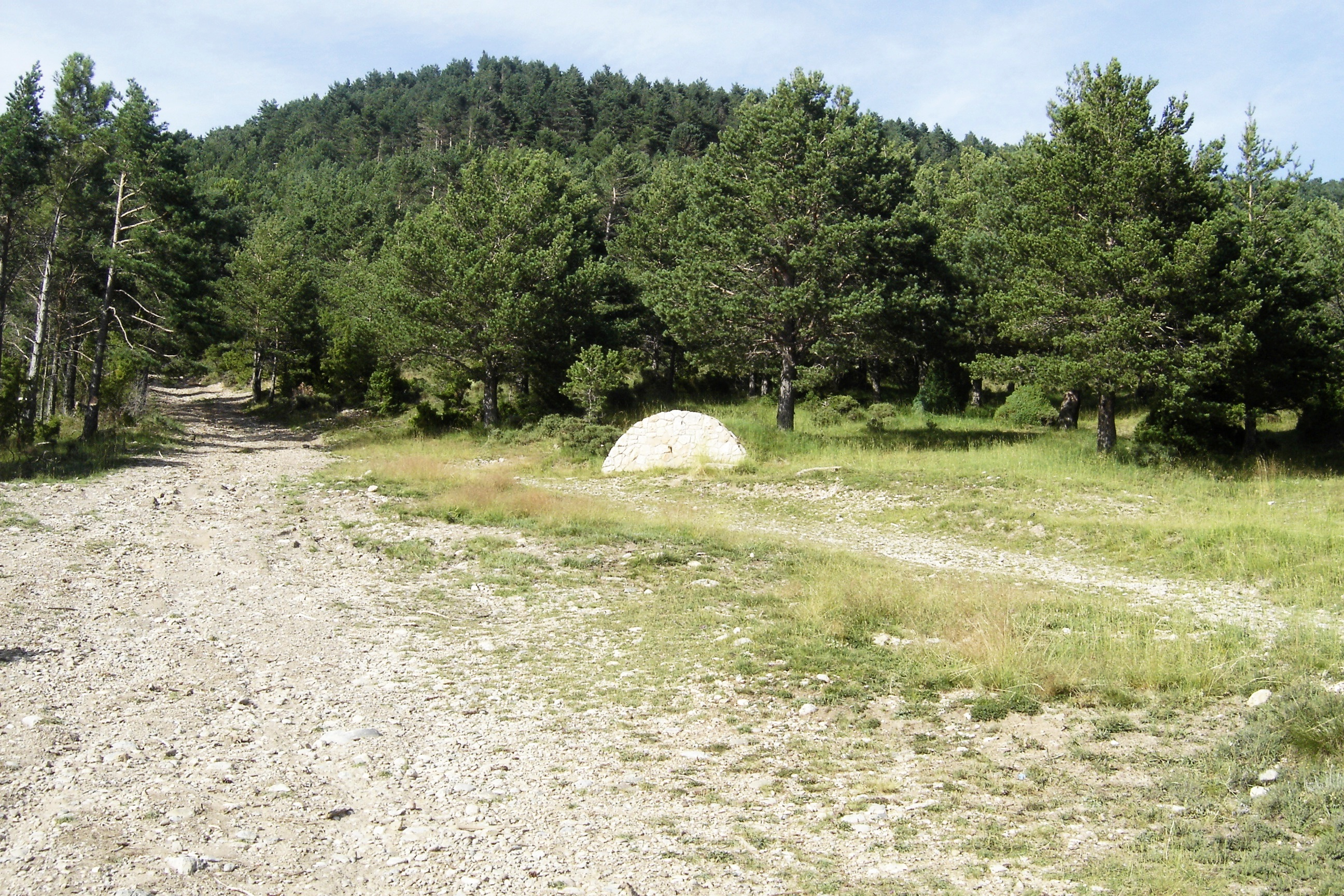
Font del Teixó

Es troba en un planell lleugerament inclinat cap al sud, vora un bosc de pins i a 1.325 m d'altitud, al costat de la carretera de Solsona a  Coll de Jou (50 m al nord)a l'alçada del km 21. Aquesta proximitat a la carretera així com el seu fàcil accés fa que sigui una font força concorreguda per a fer-hi fontades. Una tapa de ciment que hi ha davant de la font indica la data en què va ser obrada: 5 de febrer de 1993. S'ignora l'origen del seu nom.